# 기계적으로 맞물린 분자 구조
기계적으로 맞물린 분자 구조(mechanically interlocked molecular architectures, MIMAs)는 분자가 고리나 매듭처럼 연결되어 위상수학적으로 연결된 분자이다.

## 종류
- 카테네인
- 로탁세인(rotaxane)
- 분자 매듭
- 분자 보로메오 고리